# 北城街道 (夏津县)
北城街道，是中华人民共和国山東省德州市夏津县下辖的一个乡镇级行政单位。

## 行政区划
北城街道下辖以下地区：
霍庄社区、岳庄社区、李楼社区、七里屯社区、苦水社区、罗庄社区、董仓社区、艾庄社区、胡里长屯村、许小庄村、许老庄村、孟韩庄村、纪庄村、齐庄村、茶店屯村、马辛庄村、孔市村、杨堤村、唐堤村和李刘庄村。